# Connecticut State Capitol
Das Connecticut State Capitol befindet sich im Bushnell Park in Hartford, der Hauptstadt von Connecticut. Das Gebäude beherbergt den Senat und das Repräsentantenhaus, sowie die Büros des Gouverneurs, des Vizegouverneurs, des Staatssekretärs und von mehreren hochrangigen Mitgliedern des Parlaments von Connecticut.

## Geschichte
Der Bau des Gebäudes, das von Richard M. Upjohn entworfen wurde, begann 1871. Es sollte das Old State House ersetzen, das 1792 von Charles Bulfinch entworfen wurde, der auch der Architekt des Massachusetts State House war. Das Gebäude wurde 1878 fertiggestellt und im Januar 1879 an das Parlament übergeben. Die Baukosten lagen über 2,5 Mio. USD.
Das Connecticut State Capitol wurde am 30. Dezember 1970 zur National Historic Landmark ernannt.
Von 1979 bis 1989 wurde das Gebäude renoviert.

## Architektur

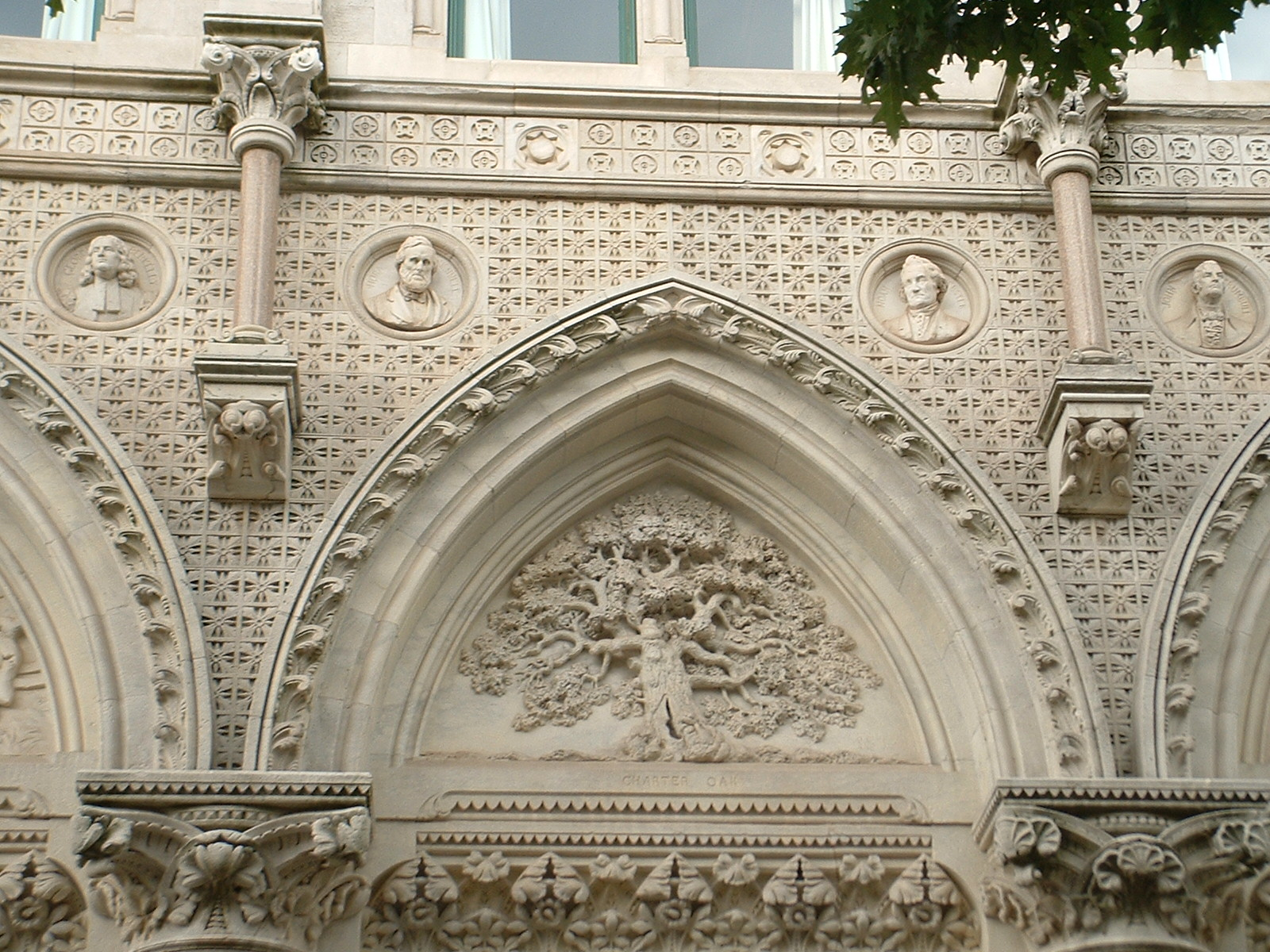
Das Relief der Charter Oak über dem Osteingang mit den Büsten von Horace Bushnell und Noah Webster darüber.

Das Gebäude ist im viktorianisch-gotischen Stil gebaut. Die Außenseite ist aus Marmor und Granit. Das Gebäude ist nahezu rechteckig und hat Anbauten an Nord- und Südseite. An jeder Seite befindet sich ein Eingang. Jeder Eingang ist kunstvoll verziert und enthält mehrere Statuen, Büsten und Skulpturen. Ausnahme ist hier der Westeingang, bei dem nur Statuen aufgestellt sind. Es existieren noch einige freie Plätze für weitere Statuen und Büsten, besonders rund um den überdachten Eingangsbereich der Südseite. Eine freie Stelle ist wahrscheinlich für den aus Connecticut stammenden General und Deserteur Benedict Arnold vorgesehen. Die Büsten und Statuen zeigen Personen, die im politischen und sozialen Bereich für die Geschichte des Staates wichtig waren. Die Wandmalereien zeigen historische Szenen, mit Ausnahme der Wandmalerei über der Haupttür der Nordseite, welche das Staatssiegel darstellt. Auf dem 81,4 m hohen Turm befindet sich eine vergoldete Kuppel. Für die Böden im Inneren wurden weißer Marmor und roter Schiefer aus Connecticut und etwas farbiger Marmor aus Italien verwendet.
Die Kuppel ist umgeben von 12 Statuen aus den Bereichen Landwirtschaft, Handel, Bildung, Musik, Wissenschaft und Militär.

## Weiterführende Literatur
- Curry, David Park and Pierce, Patricia Dawes, eds. Monument: The Connecticut State Capitol, Hartford, 1979.
- Ransom, David F. "James 0. Batterson and the New State House." The Connecticut Historical Society Bulletin, 45 (January 1980), 1-15.